# 다케하라 긴야
다케하라 긴야(일본어: 竹原 欣也, 1974년 11월 16일 ~ )는 일본의 전 축구 선수이다. 과거 제프 유나이티드 이치하라에서 활동하였다.

## 구단 경력
1993년 J1리그의 제프 유나이티드 이치하라에 입단했다. 1996년 재팬 풋볼 리그의 후쿠시마 FC로 이적했다. 1997년후 현역 은퇴.